# Ngie
Das Ngie [ŋɡiə] ist eine Graslandsprache des Kamerun.
Eine Varietät des Ngie, das Mengum genannt wird, ist dem Standard-Ngie nur zu 56 % lexikalisch ähnlich und wird von einigen Sprachwissenschaftlern daher als eigenständige Sprache angesehen.
Die Volksgruppe, die das Ngie als Muttersprache spricht, wird ebenfalls Ngie genannt. Im Jahre 2001 hatte das Ngie 37.000 Sprecher.